# Coelogyninae
Coelogyninae era una tribu de la subfamilia Epidendroideae perteneciente a la familia Orchidaceae, ahora figura como subtribu de la tribu Arethuseae. Tiene los siguientes  géneros:

## Géneros
- Aglossorrhyncha Schltr., 1905 (13 spp.)
- Bletilla Rchb.f., 1835 (5 spp.)
- Bracisepalum J.J.Sm., 1933 (2 spp.)
- Bulleyia Schltr., 1912 (1 sp.)
- Chelonistele Pfitzer, 1907 (13 spp.)
- Coelogyne Lindl., 1824 (198 spp.)
- Dendrochilum Blume, 1825 (272 spp.)
- Dickasonia L.O.Williams, 1941 (1 sp.)
- Dilochia  Lindl., 1830 (8 spp.)
- Entomophobia de Vogel, 1984 (1 sp.)
- Geesinkorchis de Vogel, 1984 (4 spp.)
- Glomera Blume, 1825 (131 spp.)
- Gynoglottis J.J.Sm., 1904 (1 sp.)
- Ischnogyne Schltr., 1913 (1 sp.)
- Nabaluia Ames, 1920 (3 spp.)
- Neogyna Rchb.f., 1852 (1 sp.)
- Otochilus  Lindl., 1830 (5 spp.)
- Panisea  (Lindl.) Lindl., 1854 (10 spp.)
- Pholidota  Lindl., 1825 (39 spp.)
- Pleione D.Don, 1825 (21 spp.)
- Thunia  Rchb.f., 1852 (5 spp.)